# Pseudoleskeopsis
Pseudoleskeopsis là một chi rêu trong họ Leskeaceae.